# Haarkleur
De haarkleur van mensen wordt door twee pigmenttypen bepaald. Het donkere eumelanine en het lichte feomelanine verschillen in verhouding tot elkaar, waardoor het in menselijk haar in circa 11 tot 12 kleurtinten kan variëren, van zwart tot lichtblond.

## Etniciteit
De etnische distributie van kleuren is historisch gezien verdeeld naar geografisch gebied. Diep bruin en zwart prevaleren in het Midden-Oosten, Noord-Afrika en Zuid-Europa, terwijl nog diepere tinten van zwart voorkomen in zowel Oost-Azië en Zuid-Azië als in tropisch (sub-Sahara) Afrika en Amerika. Lichter bruin is gebruikelijker in West-, Centraal- en Oost-Europa, geel/blond in Noord-Europa, en roodachtig op de Britse eilanden.
Er bestaan echter aanmerkelijke verschillen in haarkleur en textuur tussen personen van vergelijkbare etniciteit. Waar huidskleur vooral afhankelijk lijkt te zijn van de hoeveelheid ultraviolette straling en daarmee locatie, lijkt bij haarkleur en ook oogkleur genetische drift een belangrijke rol te spelen en mogelijk ook seksuele selectie. Door migraties en wereldwijd reizen is de diversiteit van haareigenschappen in veel landen toegenomen.
Bij sommige individuen ontbreekt het pigment in het haar; dit albinisme (waarvan diverse varianten bestaan) resulteert in een gedeeltelijk of geheel witte huid, wit haar en/of rode ogen.

## Genetische opbouw
Minstens twee genenparen sturen de kleur van menselijk haar. Eén gen, het bruin/blond-paar, heeft een dominant bruin allel en een recessief blond allel. Als iemand drager is van het bruine allel, dan zal deze persoon bruin haar hebben; zo niet, dan is hij blond. Dit verklaart ook waarom twee bruinharige ouders een blond kind kunnen produceren. Het ander paar is het niet-rood/rood paar, waarbij het "niet-rood"-allel (dat de productie van melanine onderdrukt) dominant is, en het allel voor rood haar recessief. Aangezien de twee paren samen de haarkleur bepalen, heeft een persoon met twee kopieën van het rood-haar-allel rood haar, maar dat zal respectievelijk kastanjebruin of licht rossig oranje zijn, afhankelijk van de bruine tot lichtblonde invloed van het "eerste" genenpaar.
Maar het twee-genenmodel kan niet verklaren waardoor de verschillende schakeringen van bruin, blond of rood voorkomen (bijvoorbeeld, platinablond versus donkerblond), noch waarom het haar van het ene blonde kind bruin wordt tijdens de groei, terwijl het andere kind blond blijft.
Sommige onderzoeken tonen meerdere genenparen aan die van invloed zijn op de lichte versus donkere haarkleur in een cumulatief effect. Daarom: hoe meer van de dominante, donkere genenparen er aanwezig zijn, des te donkerder zal het haar zijn.

## Vergrijzing

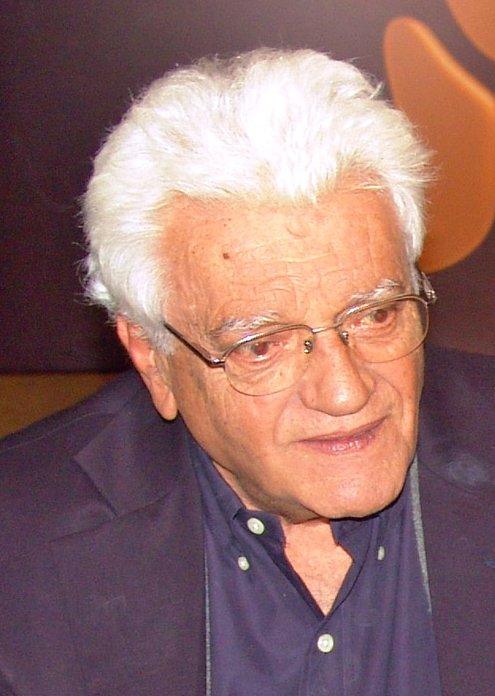
Walmor Chagas, Braziliaans acteur met wit haar

Naarmate men ouder wordt, treedt een natuurlijke kleurverandering op; het haar wordt eerst grijs, dan wit. Als er bij een roodharige een dergelijke kleurverandering optreedt, zullen de haren doorgaans in één stap wit worden en niet eerst grijs omdat bij een roodharige het pigment ontbreekt om de kleur grijs te laten ontstaan. Vergrijzing begint meestal bij de slapen en breidt zich dan stapsgewijs uit over de rest van het haar en eventueel de snor en baard. Vaak zet dit proces in rond het veertigste levensjaar, maar het kan ook in de tienerjaren of zelfs al eerder optreden. Dit schijnt nagenoeg geheel te wijten te zijn aan genetische oorzaken. Soms wordt iemand zelfs met grijs haar geboren; ook dit is een kwestie van aanleg.
Deze kleurverandering vindt haar oorzaak in de geleidelijke afname van pigment, naarmate er in de haarwortel minder melanine wordt geproduceerd; nieuwe haren groeien dan aan zonder pigment. Voor deze vergrijzing schijnen twee genen verantwoordelijk te zijn. De stamcellen aan de basis van de haarzakjes produceren melanocyten: dat zijn de cellen die het pigment in het haar en de huid maken en opslaan. Het afsterven van melanocyt-stamcellen is er de oorzaak van dat het haar grijs begint te worden. Hierdoor zal een haarwortel die eenmaal een pigmentloze haar heeft geproduceerd, in principe geen gekleurde haar meer produceren. De haar zelf verandert overigens niet van kleur; hij valt uit en wordt vervangen door een pigmentloos exemplaar.
Er bestaan geen speciale diëten, voedingssupplementen, vitamines of eiwitten waarvan is aangetoond dat zij de vergrijzing tegengaan, een halt toeroepen of op andere wijze beïnvloeden, ook al zijn er in de loop der jaren vele middelen op de markt gebracht waarvan de makers zeggen dat ze dat wel kunnen. Franse wetenschappers hebben bij een kankermedicijn voor leukemiepatiënten een onverwacht neveneffect opgemerkt: in sommige gevallen kwam de oorspronkelijke haarkleur terug.
Er bestaan verhalen over personen die, vaak na traumatische ervaringen, in een enkele nacht grijs haar kregen. Dit is niet mogelijk, aangezien de haren zelf niet van kleur veranderen. Wel is het mogelijk dat iemand met de haaruitvalziekte alopecia areata in een nacht al zijn gepigmenteerde haren verliest waarna de grijze haren overblijven, wat inderdaad de indruk kan wekken dat hij 'in een nacht grijs werd'. Extreme stress wordt hierbij als een mogelijke oorzaak vermoed.
Velen verven het haar om de grijze kleur te verhullen.
Een onderzoek van het British Medical Journal (uit 1996) wees uit dat roken de oorzaak kan zijn van vroegtijdige vergrijzing: rokers bleken, aldus dit onderzoek, een viermaal zo grote kans te lopen als niet-rokers om vroegtijdig grijs te worden.
Onderzoek van de universiteit Mainz heeft aangetoond dat waterstofperoxide (H2O2) er indirect voor zorgt dat er voldoende melanine wordt geproduceerd, de kleurstof van het haar. H2O2 ontstaat van nature bij de menselijke stofwisseling. Het agressieve bleekmiddel wordt bij jonge mensen snel weer afgebroken, maar bij oudere mensen werkt dat mechanisme niet goed meer. Het waterstofperoxide dat zich in het lichaam ophoopt, breekt vervolgens het enzym tyrosinase af, dat verantwoordelijk is voor de productie van voldoende melanine.

## Pesten
Haarkleur kan leiden tot pesten of plagen. Zestig procent van de roodharigen is in hun jeugd op school gepest of geplaagd met hun haarkleur, bij personen die van nature blond, bruin of zwart haar hebben is dat slechts vijf procent. Ook na hun schooltijd krijgen roodharigen relatief meer opmerkingen over hun haarkleur, het overgrote deel van die opmerkingen is dan positief.